# Lac Massawippi

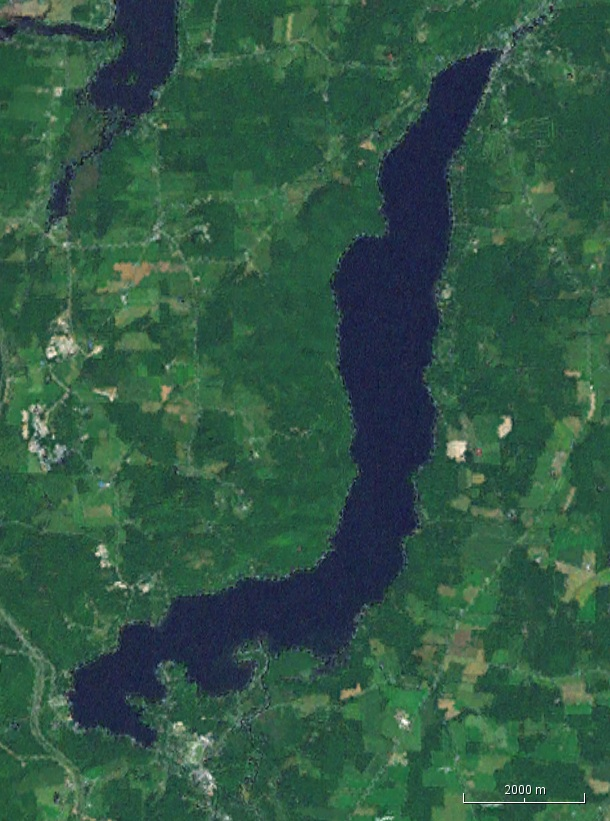
Vue satellite

Le lac Massawippi est un plan d'eau dont l'embouchure est situé dans la municipalité de North Hatley, dans la municipalité régionale de comté (MRC) de Memphrémagog, dans la région administrative de l'Estrie, au Québec, au Canada.

## Géographie
Ce lac est bordé par cinq municipalités :
- North Hatley,
- Hatley (municipalité de canton),
- Hatley,
- Ayer's Cliff,
- Sainte-Catherine-de-Hatley,

La rivière Massawippi (longueur : 20 km) qui se déverse dans la rivière Saint-François à Lennoxville constitue l'émissaire du Lac Massawippi. Le lac Massawippi recueille, à son extrémité sud, les eaux de la rivière Tomifobia. 
La configuration du lac prend la forme d'un hippocampe. Sa superficie est de 15 km² et sa profondeur maximale est de 75 m. Son embouchure est située au nord-est du lac.